# (24168) Hexlein
(24168) Hexlein (1999 WH9) – planetoida z pasa głównego asteroid okrążająca Słońce w ciągu 3,89 lat w średniej odległości 2,47 j.a. Odkryta 29 listopada 1999 roku.